# Морская архитектура

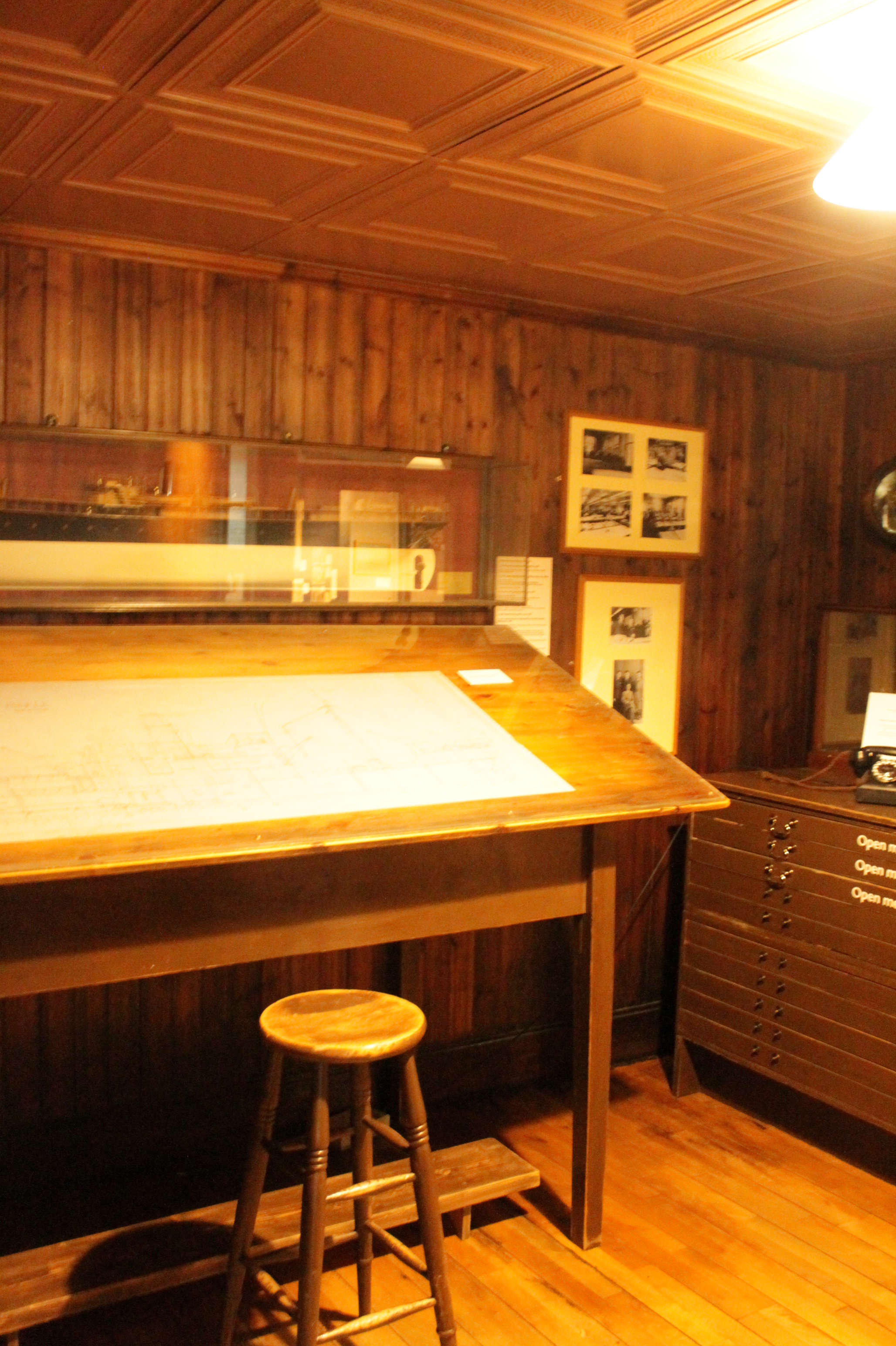
Реконструкция офиса морского архитектора XIX века. Морской музей в Абердине

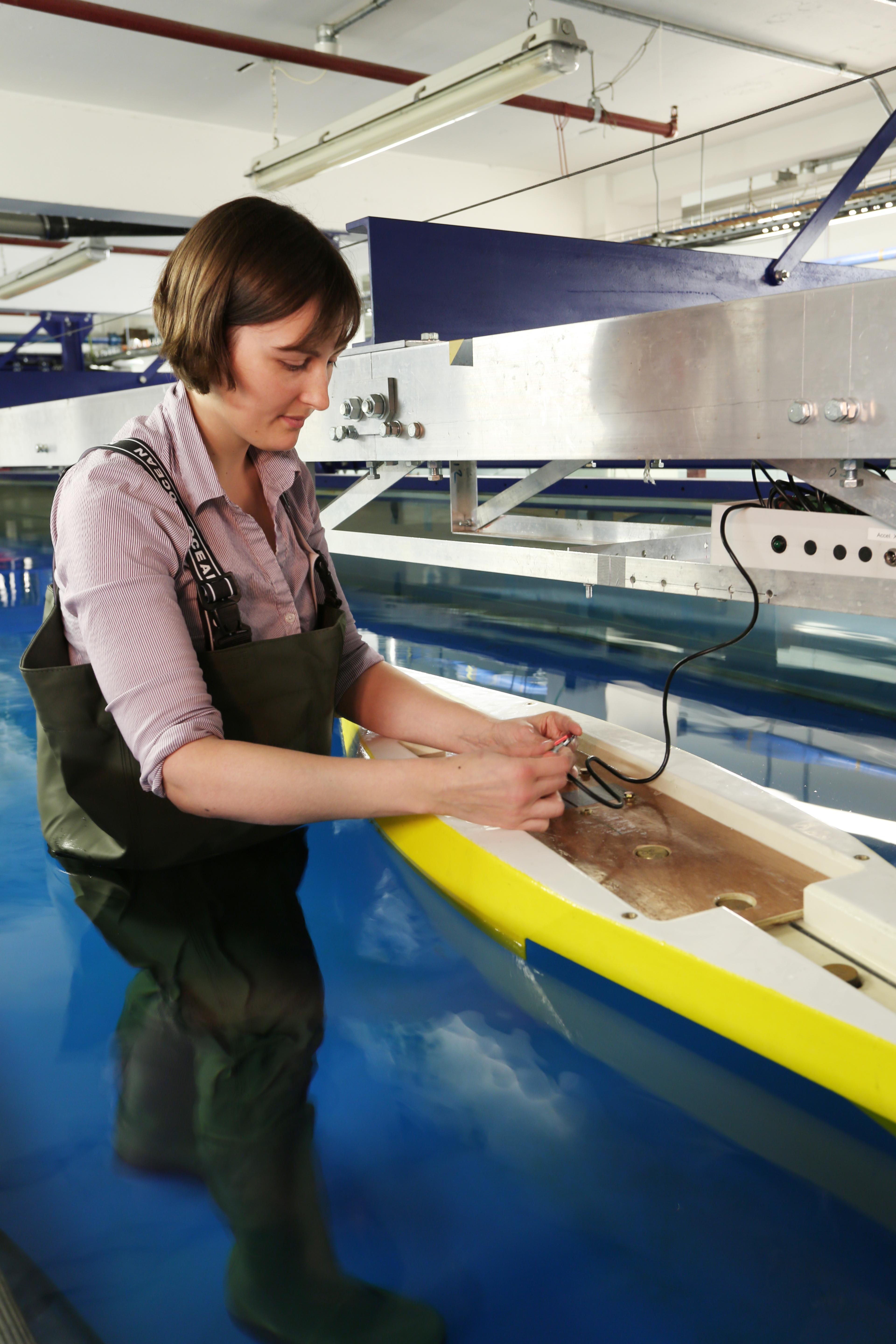
Морской архитектор за работой

Морска́я архитекту́ра (морска́я инжене́рия), наряду с автомобильной инженерией и авиакосмической инженерией, является инженерной отраслью дисциплины — транспортная инженерия, применительно к процессу проектирования, построения, техническому обслуживанию и эксплуатации морских судов и конструкций[каких?].
Предварительный проект судна, его детальный проект, строительство, морские испытания, эксплуатация, техническое обслуживание и ремонт являются основными видами деятельности; расчёты проекта судна также требуются для изменённых судов посредством преобразования, перестройки, модернизации или ремонта.
Морская архитектура также включает разработку правил безопасности и правил контроля ущерба, а также утверждение и сертификацию конструкций судов для соответствия как установленным так и не предусмотренным законодательством требованиям.
Морская инженерия использует как фундаментальные, так и прикладные исследования, проектирование, разработку, оценку конструкции, классификацию и расчёты на всех этапах жизненного цикла морского транспортного средства.
Для этого она включает в себя элементы машиностроения, электротехники, электроники, программного обеспечения и техники безопасности.

## Главные субъекты
Судно — средство передвижения любого типа, эксплуатируемое в морской среде, включает суда на подводных крыльях, на воздушной подушке, подводные суда, гидросамолёты, плавсредства и стационарные или плавучие платформы.

### Гидростатика
Гидростатика — это изучение и определение условий, которым подвергается судно в состоянии покоя в воде и его способности оставаться на плаву. Это включает в себя вычисление плавучести, непотопляемости и других гидростатических свойств, таких как дифферент (угол продольного наклона судна) и остойчивость (способность судна восстанавливать свое вертикальное положение после наклона ветром, морем или нагрузкой.

### Гидродинамика
Гидродинамика — это изучение движения судна под действием приложенных к нему внешних сил и моментов. Также это касается изучения влияния потока воды вокруг корпуса судна, носа и кормы, а также вокруг таких объектов как лопасти гребного винта, перо руля или через туннели подруливающего устройства. С гидродинамикой таким образом связан и расчёт тяги корабля и соответственно расчёт необходимого двигателя для перемещения судна с помощью движителей (винтов, подруливающих устройств, водомётов, парусов) и расчёт управляемости (маневрирования), включающий в себя контроль и поддержание положения и направления судна.

### Структура
Структура конструкции включает в себя выбор материала конструкции, структурный анализ глобальной и локальной прочности судна, вибрации конструктивных элементов и структурных характеристик судна при движениях в море. В зависимости от типа судна, структура и дизайн будут зависеть от того, какой материал использовать, а также от его количества. Некоторые суда изготавливают из стеклопластика, но подавляющее большинство из них изготавливают из стали, возможно, с небольшим количеством алюминия в надстройке. Всю конструкцию корабля проектируют с панелями прямоугольной формы, состоящими из стальной обшивки, опирающейся на 4 края. Хотя конструкция корабля — достаточно прочная, главная сила, которую он должен преодолеть — это продольный изгиб, создающий нагрузку на его корпус. Основными продольными элементами являются палуба, листы обшивки и внутреннее дно, структурно выполненные в виде решёток с дополнительными продольными (стрингеры) и поперечными (шпангоуты и бимсы) ребрами жёсткости.

Чертёж, показывающий форму корпуса судна

### Компоновка
Компоновочные схемы включают в себя концептуальный дизайн, распределение помещений, эргономику, планировку и доступ, которые влияют также на противопожарную защиту и вместимость.

### Постройка
Строительство судна зависит от используемого материала. Когда используют сталь или алюминий, применяют сварку плит и профилей после прокатки, маркировки, резки и гибки согласно структурному проектированию чертежа или модели с последующим монтажом. Склеивание используют для других материалов, таких как стеклопластик и фибропластик. Процесс постройки тщательно продумывают с учётом всех факторов, таких как безопасность, прочность конструкции, гидродинамика и компоновка судна. Каждый рассматриваемый фактор предоставляет новый вариант выбора из материалов, а также выбор для предназначения судна. Когда оценивают прочность конструкции, анализируют случаи столкновения судов и рассматривают как в таких случаях изменяется структура судна. Поэтому свойства материалов тщательно рассматривают, так как применённый материал на столкнувшихся судах обладает упругими свойствами. Энергия, поглощённая столкнувшимся судном, затем отклоняется в противоположном направлении, происходит явление рикошета, что предотвращает или уменьшает дальнейшие повреждения.

## Наука и ремесло
Традиционно морская архитектура была больше ремеслом, чем наукой. Пригодность очертаний судна оценивалась с помощью полумодели судна. Неправильные формы или резкие переходы осуждались как недостатки. Это касалось такелажа, компоновки палуб и даже креплений. Использовали субъективные описания, такие как «неуклюжий», «полный» и «изящный», вместо более точных терминов, используемых сегодня. Судно описывали и всё ещё описывают как имеющее «красивую» форму. Термин «красивый» предназначен для обозначения не только плавного перехода от носа к корме, но и формы, которая является «правильной». Определение того, что является «правильным» в конкретной ситуации при отсутствии окончательного вспомогательного анализа, не решено в морской архитектуре по сей день.
Современные недорогие цифровые компьютеры и специализированное программное обеспечение в сочетании с обширными исследованиями в опытовых бассейнах позволяют морским архитекторам более точно прогнозировать характеристики морского транспортного средства. Эти инструменты используют для расчёта статической остойчивости (неповреждённого и повреждённого судна), динамической остойчивости, сопротивления, мощности, разработки корпуса, структурного анализа и анализа слеминга (удар днищем о поверхность воды). Данные регулярно публикуют на международных конференциях, организуемых обществом морских архитекторов и морских инженеров (англ. Society of Naval Architects and Marine Engineers(SNAME)) и другими организациями. Вычислительную гидродинамику применяют для прогнозирования реакции плавающего тела в случайной кондиции моря.

## Сложности профессии
Из-за сложности, связанной с работой в морской среде, морская архитектура представляет собой совместное усилие между группами технически квалифицированных специалистов, которые являются специалистами в определённых областях, часто координируемые ведущим морским архитектором. Эта внутренняя сложность также означает, что доступные аналитические инструменты — развиты значительно меньше, чем инструменты для проектирования самолётов, автомобилей и даже космических аппаратов. Это связано, прежде всего, с недостаточным количеством данных об окружающей среде, для которых требуется морское транспортное средство и сложностью расчёта взаимодействия волн и ветра на структуру проектируемого объекта.

## Морская архитектура России и СССР
Морская архитектура в России начала развиваться со времён Петра I с началом строительства русского флота. Известными русскими и советскими архитекторами созданы некоторые важные теории, касающиеся проектирования и строительства кораблей, а также сами уникальные (первые в своём роде) типы судов:
| Алексей Николаевич Крылов |  | Автор классических работ по теории колебания корабля на волнении, по строительной механике корабля, теории вибрации судов и их непотопляемости, по теории гироскопов, внешней баллистике, математическому анализу и механике в приложении к кораблестроению |                           |
| Степан Осипович Макаров   |  | Руководитель комиссии по разработке и постройке первого в мире ледокола арктического класса «Ермак» | Ледокол «Ермак»           |
| Михаил Петрович Налётов   |  | Инженер-изобретатель, создатель первого в мире подводного минного заградителя — подводной лодки «Краб» | Минный заградитель «Краб» |
| Иван Григорьевич Бубнов   |  | Корабельный инженер, математик и механик, разработчик проекта первой русской подводной лодки с двигателями внутреннего сгорания — «Дельфин» | Подводная лодка «Дельфин» |
| Владимир Иванович Юркевич |  | Русский и американский инженер-кораблестроитель, разработал проект большого пассажирского океанского лайнера для трансатлантических маршрутов, предложив оригинальный профиль корпуса корабля, имевший своеобразные «бульбообразные» обводы «Нормандия»     | Лайнер «Нормандия»        |
| Игорь Дмитриевич Спасский |  | Генеральный конструктор атомных подводных лодок, ведущий разработчик всех подводных лодок конструкторского бюро «Рубин» | АПРКСН класса Антей       |